# Juvre Dyb
Juvre Dyb er en indtil 17 m dyb pril eller tidevandsrende mellem højsanderne Koresand sydvest for Mandø og Juvre Sand nord for Rømø. Juvre Dyb afvander et 131 km² stort tidevandsområde, der strækker sig fra et punkt nord for Bollert Sand på Rømø til et sted omtrent 10 km ude i Vesterhavet. Hvor Juvre Dyb løber ud i Vesterhavet er der en række banker ”Jørgen Hansons Knuder”, som på Mandø blev kaldt ”Sønder banker”, som i nutiden hedder  ”Rømø flak”.
Ved hver tidevandsperiode strømmer der omkring 900 millioner m3 vand ind og ud gennem de fire dyb, Grådyb, Knudedyb, Juvre Dyb og Listerdyb, mellem Vadehavets øer. Det svarer til 40.000 m3 vand i sekundet.
55°12′43″N 8°29′07″Ø / 55.21189°N 8.4854°Ø